# Paul Satterfield
Paul Satterfield, född 19 augusti 1960 i Nashville, Tennessee, är en amerikansk skådespelare. 

## Filmografi (urval)
- 2004 - Rancid
- 2004 - Bruce den allsmäktige
- 1996 - En familjesaga